# Gebel el Galala
Le Gebel el Galala est un plateau situé dans le nord-est de l'Égypte, entre la vallée du Nil à l'ouest et le golfe de Suez à l'est, à l'est de la ville de Beni Suef et du Fayoum. Il est entouré au nord par le Ouadi Ghweibba et au sud le Ouadi Araba qui le sépare du Gebel el-Qalala el-Qibliya. De forme triangulaire, il est délimité par des escarpements à l'exception de son extrémité sud-ouest qui descend en pente douce vers la vallée du Nil et le Ouadi Araba ; son rebord oriental, le plus abrupt, descend en marches d'escalier sur le littoral.

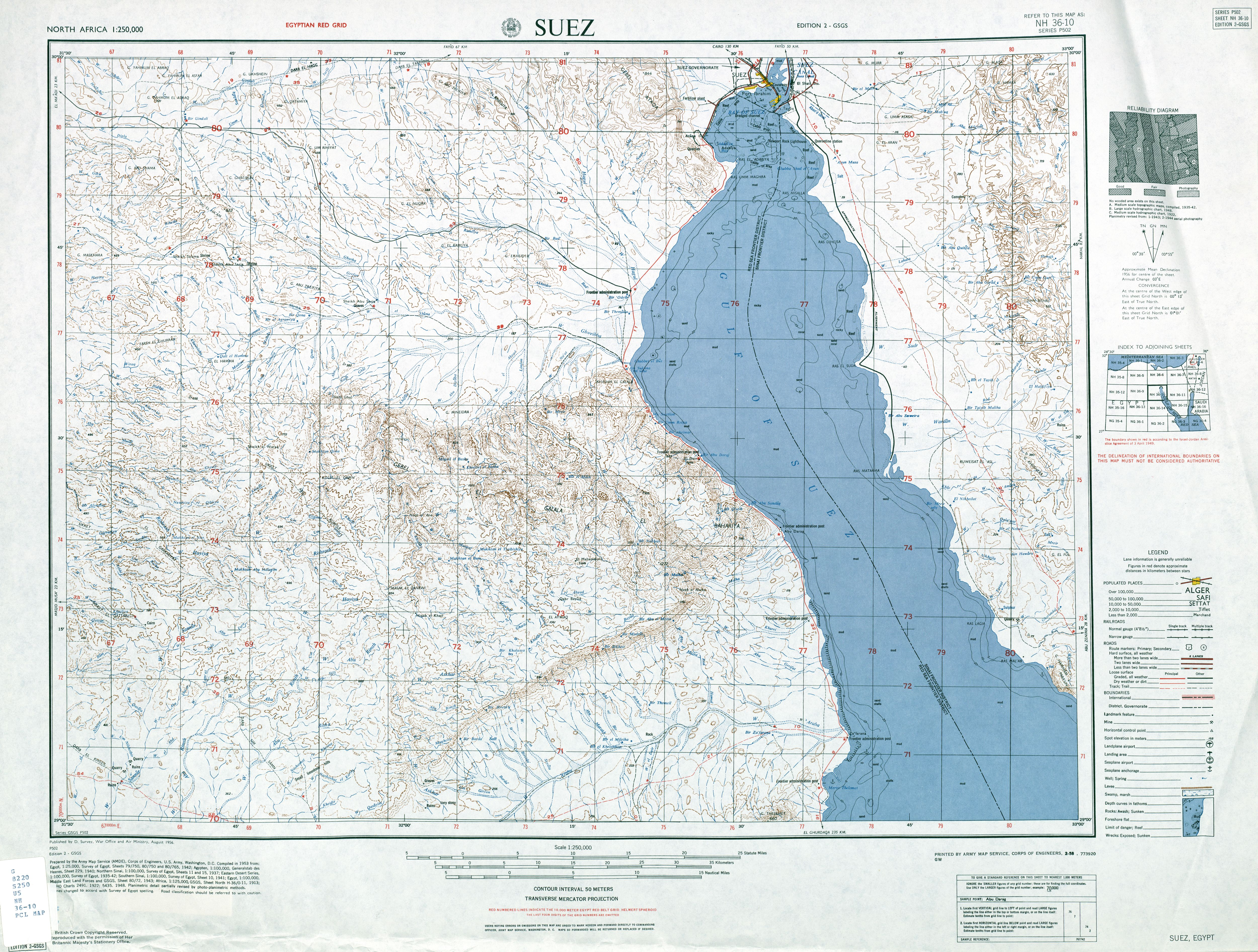
Carte topographique de l'armée américaine avec le Gebel el Galala dans la moitié sud.